# ال توکویو
ال توکویو (به اسپانیایی: El Tocuyo) یک منطقهٔ مسکونی در ونزوئلا است که در Morán واقع شده‌است. ال توکویو ۲٬۲۳۱ کیلومتر مربع مساحت و ۴۱٬۳۲۷ نفر جمعیت دارد و ۶۲۲ متر بالاتر از سطح دریا واقع شده‌است.

## خواهرخوانده
شهر ارکیپا خواهرخواندهٔ ال توکویو هست.